# Alison Van Uytvanck
Alison Van Uytvanck (født 26. marts 1994 i Vilvoorde, Belgien) er en professionel kvindelig tennisspiller fra Belgien.